# Médaille des victimes de l'invasion
La médaille des victimes de l'invasion est une médaille française d'honneur créée le 30 juin 1921. 
La médaille a été créée pour témoigner de la reconnaissance du gouvernement français envers les personnes otages, déportées, victimes de brutalités.

## Description
| Bronze | Argent | Or |
| ------ | ------ | -- |
|        |        |    |
|        |        |    |

## Insigne
- Médaille : (avers) Une femme les mains liées regarde le mot « FRANCE » sur fond de ruines.
- Ruban : bleu marine avec une raie centrale noire de 2 mm et une bande rouge de 5 mm de chaque côté, à 5 mm du bord.
- Agrafes : deux modèles dorés, « PRISONNIERS POLITIQUES » et « OTAGES DE GUERRE ».

## Administration
Le ministère responsable de cette médaille était le ministère des Régions libérées, créé à la fin de la guerre puis le sous-secrétariat d'État qui lui succéda puis le simple service ministériel chargé des régions libérées après la disparition du secrétariat d'État à partir du milieu des années 1920. Les archives sur ces décorations ont fait l'objet en 1966 d'un versement aux Archives nationales par le ministère des Finances, auquel le service des régions libérées fut finalement rattaché. Ces dossiers individuels de proposition à la décoration présentent un intérêt historique car ils témoignent de la vie dans les régions occupées: souffrances des prisonniers civils, soins donnés aux blessés, secours portés aux réfugiés, organisation du ravitaillement, œuvres d'assistance, rôle des fédérations de sinistrés, efforts de reconstruction et de reconstitution industrielle après la guerre...

### Source
- Les Décorations françaises  (préf. Jean-Philippe Douin), Paris, Trésor du Patrimoine, 2003, 95 p. (ISBN 2-911468-99-6, OCLC 56111972)
- France Phaléristique, site très complet traitant des décorations militaires et civiles françaises